# Goudsmit-Hoff

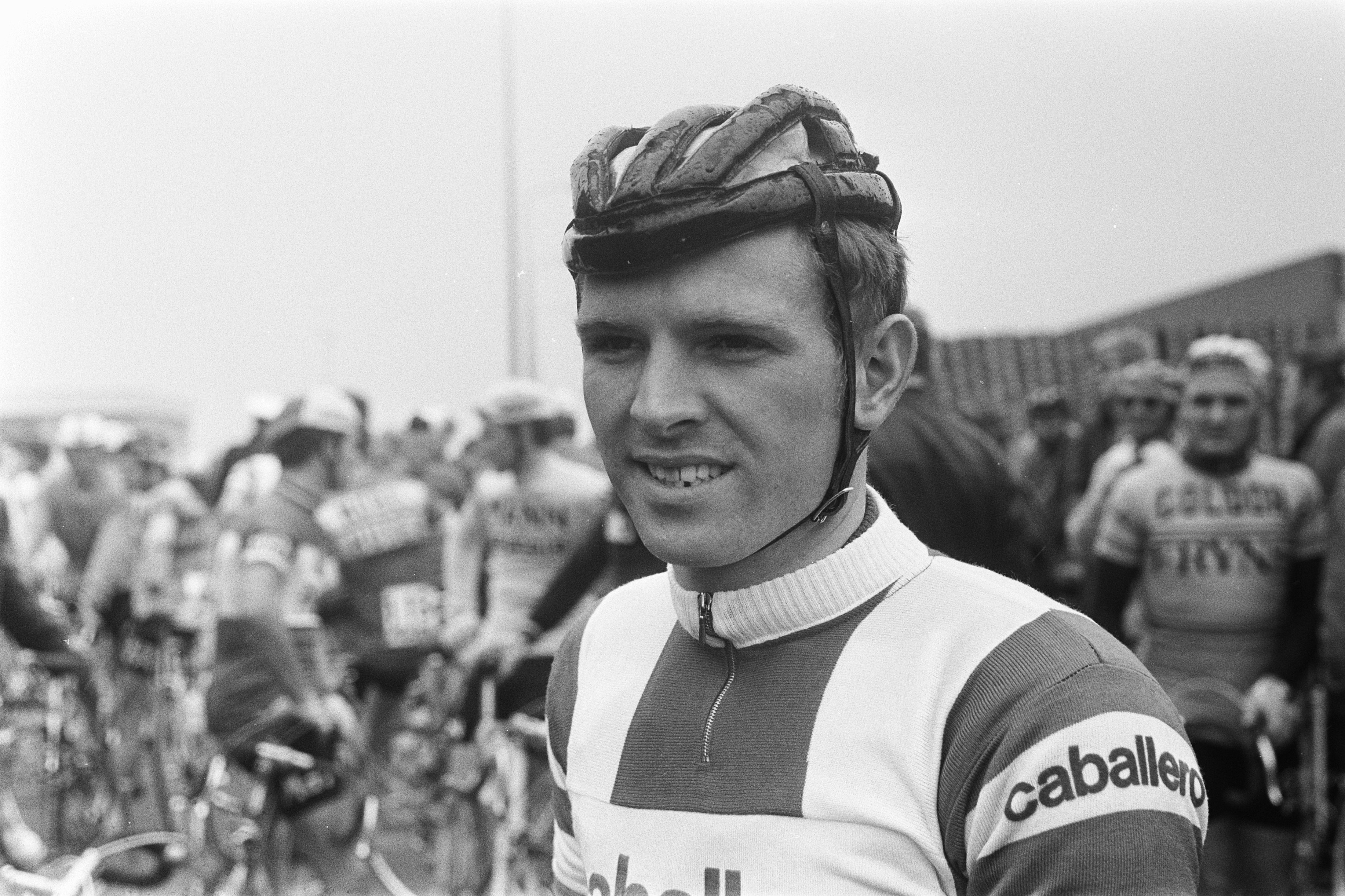
Wim Schepers beim Amstel Gold Race 1970

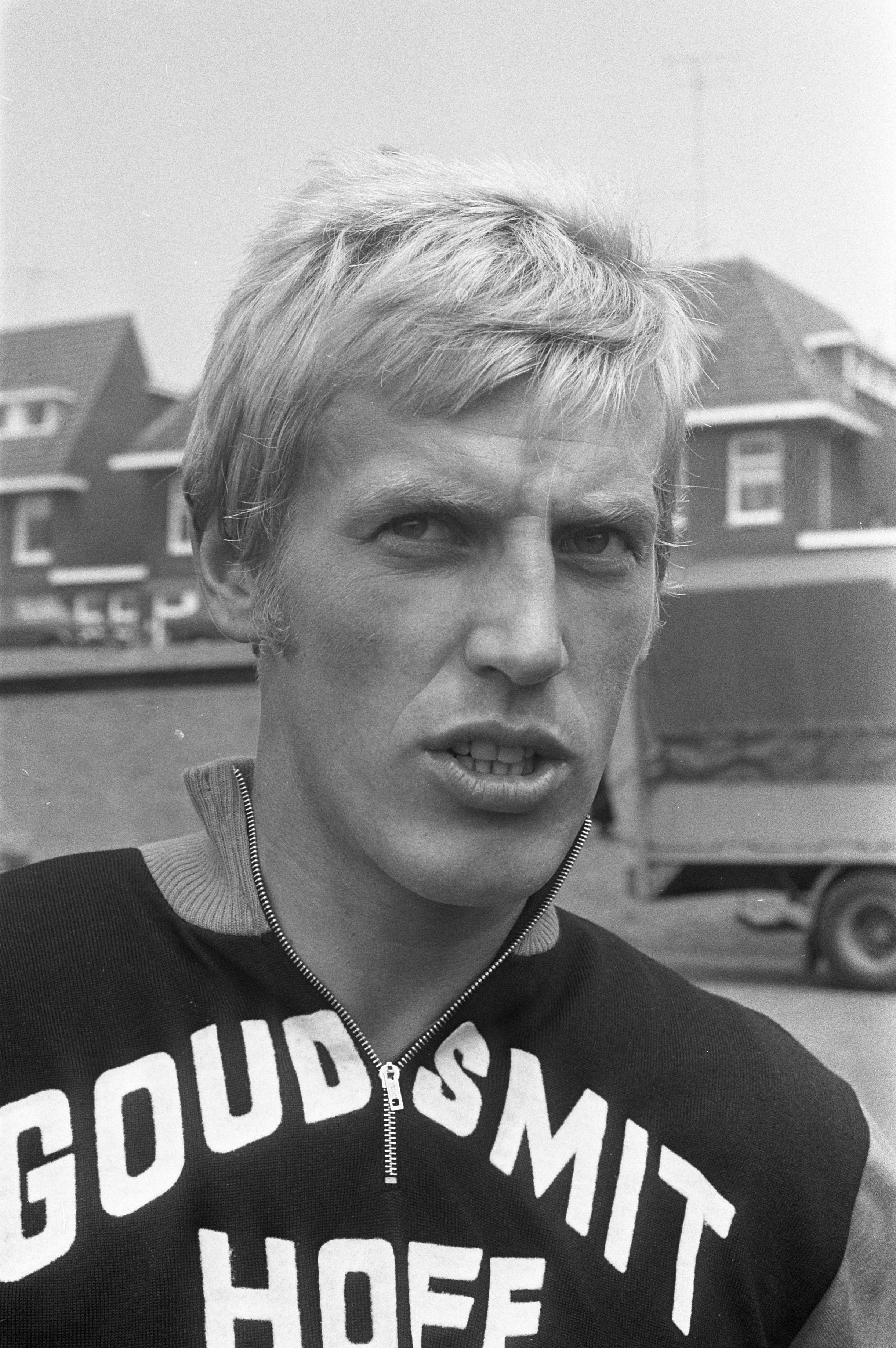
Leo Duyndam bei der Tour de France 1972

Goudsmit-Hoff, Caballero, Caballero-Wielersport, oder Caballero-Laurens war ein niederländisches Radsportteam, das von 1960 bis 1972 bestand.

## Geschichte
Das Team wurde 1960 gegründet. 1960 bis 1961 bestand das Team nur aus italienischen Fahrern und es wurden keine nennenswerte Ergebnisse erzielt. 1962 kam Gerard Peters als Teammanager und das Team konnte einen dritten Platz beim Großer Preis der Dortmunder Union-Brauerei sowie Siege und gute Ergebnisse bei einigen Kriterien erzielen. 1963 wurde der zweite Platz bei der Niederlande-Rundfahrt erreicht. 1964 wurde der zweite Platz beim Ster van Zwolle erwirkt. 1965 wurden der zweite Platz bei der Tour de Corrèze und der dritte Platz bei der Olympia’s Tour errungen. Ende 1966 standen ein zweiter Platz beim Omloop der Kempen, ein dritter Platz bei der Ronde van Noord-Holland und vierte Plätze beim Ster van Zwolle und der Luxemburg-Rundfahrt zu Buche. 1967 wurde ein zweiter Platz bei der Tour de Corrèze, Platz 3 beim Amstel Gold Race, Platz 10 bei der Meisterschaft von Zürich und  Platz 14 bei Lüttich–Bastogne–Lüttich erkämpft. In der Saison 1968 wurden Platz 2 bei Druivenkoers-Overijse, dritte Plätze  beim Scheldeprijs und Grand Prix Pino Cerami, Platz 4 bei Rund um den Henninger Turm, Platz 5 beim Amstel Gold Race und Platz 6 bei der Meisterschaft von Zürich erlangt. 1969 wurden neben den Siegen zweite Plätze beim Grand Prix de Fourmies und der Belgien-Rundfahrt, dritte Plätze bei der Luxemburg-Rundfahrt und beim Grand Prix Pino Cerami, Platz 4 bei Rund um den Henninger Turm, Platz 8 beim Amstel Gold Race und Platz 11 bei Paris-Tours erwirkt. 1970 errang das Team zweite Plätze bei der Tour de l’Oise und Paris–Camembert, vierte Plätze bei der Tour de Suisse und beim E3 Harelbeke, fünfte Plätze bei den 4 Jours de Dunkerque und bei Rund um den Henninger Turm sowie Platz 6 bei der Meisterschaft von Zürich und siebte Plätze beim Amstel Gold Race und bei der La Flèche Wallonne. 1971 realisierte das Team Platz 2 beim Amstel Gold Race, dritte Plätze bei Gent-Wevelgem und Paris-Tours, Platz 7 bei der Flandern-Rundfahrt, Platz 8 bei der La Flèche Wallonne sowie zwölfte Plätze bei der Tour de Suisse und bei Paris-Nizza. Neben den Siegen konnten noch ein zweiter Platz beim Grand Prix de Wallonie, ein dritter Platz bei der Valencia-Rundfahrt, Platz 4 beim Amstel Gold Race, Platz 5 bei Paris-Tours und Platz 18 bei der Tour de France erzielt werden. Nach der Saison 1972 löste sich das Team auf.
Hauptsponsoren waren von 1962 bis 1970 die gleichnamige niederländische Zigarettenmarke, welche zu BAT gehörte. Und von 1971 bis 1972 der gleichnamige niederländische Hersteller von Tapeten.

## Erfolge
1963
- München–Zürich

1966
- Omloop van het Leiedal

1967
- Kampioenschap van Vlaanderen
- GP Victor Standaert
- Eeklo

1969
- Elfstedenronde
- eine Etappe Paris-Nizza

1970
- drei Etappen Critérium du Dauphiné
- zwei Etappen Tour de Suisse
- eine Etappe Paris-Nizza
- eine Etappe 4 Jours de Dunkerque
- eine Etappe Tour de l’Oise
- eine Etappe Tour du Nord
- eine Etappe 4 Jours de Dunkerque
- Berner Rundfahrt

1971
- zwei Etappen Tour de France
- zwei Etappen Vuelta a España
- zwei Etappen Tour de Suisse

1972
- Gesamtwertung und vier Etappen Andalusien-Rundfahrt
- zwei Etappen Tour de France
- sechs Etappen Vuelta a España
- eine Etappe Setmana Catalana
- eine Etappe Trophée Peugeot de l’Avenir
- Polder-Kempen
- Niederländischer Meister – Straßenrennen

## Wichtige Platzierungen
| Grand Tour            | 1969 | 1970 | 1971 | 1972 |
| --------------------- | ---- | ---- | ---- | ---- |
| Vuelta a EspañaVuelta | –    | –    | 15   | 32   |
| Tour de FranceTour    | –    | 45   | 30   | 18   |

| Monument                 | 1967 | 1968 | 1969 | 1970 | 1971 | 1972 |
| ------------------------ | ---- | ---- | ---- | ---- | ---- | ---- |
| Mailand–Sanremo          | –    | –    | 19   | 86   | 18   | –    |
| Flandern-Rundfahrt       | 67   | 22   | 30   | –    | 7    | 32   |
| Paris–Roubaix            | 41   | 12   | 6    | 17   | 19   | 32   |
| Lüttich–Bastogne–Lüttich | 14   | 6    | 5    | 11   | 11   | 22   |
| Lombardei-Rundfahrt      | –    | –    | 31   | –    | –    | –    |

## Bekannte Fahrer
- Gerard Vianen (1967–1970+1972)
- Leo Duyndam (1969–1972)
- Ger Harings (1970–1972)
- Jos van der Vleuten (06.1970–1972)
- Gerben Karstens (1971)
- Cees Koeken (1972)
- Marinus Wagtmans (1972)
- Tino Tabak (1972)